# Jean-Roland Malet
Pour les articles homonymes, voir Malet.
Jean-Roland Malet (vers 1675 - 12 avril 1736 à Paris) est un historien des finances français, auteur des Comptes rendus de l'administration des finances du royaume, qui constituent la source la plus importante de données économiques et financières de la France sous l'Ancien Régime.

## Biographie
Fils d'un maître charpentier, Jean-Roland Malet est commissaire-général des vivres de la marine au département de Caen, puis secrétaire de Louis XIV et trésorier général des pensions militaires en 1707. Il est élu membre de l'Académie française en 1714 pour avoir écrit une Ode sur les glorieux succès des armes du Roy, qui a remporté le prix de poésie « au jugement de Messieurs de l'Académie. » À un certain moment de sa carrière, il devient premier commis de Nicolas Desmarets, contrôleur général des finances et neveu de Colbert, pour lequel il rédige les Comptes rendus de l'administration des finances du royaume.
Le titre complet de son ouvrage, achevé vers 1720 mais publié seulement en 1789 sous le nom de Jean-Roland Mallet, est Comptes rendus de l'administration des finances du royaume de France pendant les onze dernières années du règne de Henri IV, le règne de Louis XIII et soixante-cinq années de celui de Louis XIV avec des recherches sur l'origine des impôts sur les revenus et dépenses de nos rois depuis Philippe le Bel jusqu'à Louis XIV et différents mémoires sur le numéraire et sa valeur sous les trois règnes ci-dessus.